# Ewin
Ewin, noto anche come Eoin, Euin, Evin, italianizzato in Evino o Euino (... – 595 circa), è stato un duca longobardo, duca di Trento alla fine del VI secolo.

## Biografia
Paolo Diacono non fornisce indicazioni precise sul momento della sua nomina a duca di Trento, ma è probabile che l'insediamento sia stato immediatamente successivo all'istituzione del ducato da parte dei Longobardi, all'indomani della conquista dell'Italia settentrionale (568-569). È possibile che sia stato il primo duca di Trento; certo è il suo regno durante il periodo dei Duchi (574-584), quando i Longobardi rinunciarono ad avere un sovrano. 
Sempre Paolo Diacono lo cita tra i cinque duchi più importanti di quel periodo di interregno. Da alcuni storici viene considerato il primo vero fondatore dell'unità territoriale del Trentino. Egli bloccò le scorrerie franche e bavare. Attorno al 577, la cittadella di Nanno si consegnò ai franchi. Il conte longobardo Ragilone (chiamato anche Ragilo) la saccheggiò, ma nel viaggio di ritorno, a Campo Rotaliano venne attaccato e ucciso assieme ai suoi uomini dal duca franco Cramnchi. Questi, poco tempo dopo, saccheggiò la stessa Trento. Ewin lo affrontò a Salorno, uccidendo lui e i suoi uomini e recuperando i frutti del saccheggio e il territorio del ducato.
Ewin guidò una riuscita spedizione in Istria per ordine del re Autari allo scopo di conquistarla o di punire il duca del Friuli Grasulfo. Questi infatti stava per passare dalla parte dei bizantini, come aveva già fatto Droctulfo, secondo una lettera scritta attorno al 581 di Gogone, maggiordomo di Childeberto II.
Andò in Francia a firmare la pace con i Franchi nel 591, preceduto dal vescovo cattolico del suo ducato Agnello, mandato a riscattare i prigionieri longobardi da re Agilulfo.
Morì circa nel 595. Venne scelto come successore nel ducato Gaidoaldo, di religione cattolica.

## Matrimonio e figli
Egli sposò la figlia di Garibaldo, duca di Baviera. Non risulta che ebbero figli.